# Renzo Contratto
Renzo Contratto (Borgaro Torinese, 5 dicembre 1959) è un procuratore sportivo ed ex calciatore italiano, di ruolo difensore.

## Carriera
Si mise in luce nelle categorie inferiori, dalle quali emerse approdando prima al Pisa, in Serie B, e poi alla Fiorentina, con la quale debuttò in Serie A nella stagione 1980-1981.
Diventò un baluardo della difesa viola, disputando otto stagioni da titolare. Passò poi all'Atalanta, con cui disputò tre campionati, poi due stagioni all'Udinese, per poi concludere la propria carriera all'Alzano Virescit, nel Campionato Nazionale Dilettanti.
Dopo aver smesso di giocare è diventato procuratore di calcio.